# بخش لیبرتادور خنرال سان مارتین (میسیونس)
بخش لیبرتادور خنرال سان مارتین (به اسپانیایی: Departamento Libertador General San Martín) یک منطقهٔ مسکونی در آرژانتین است که در استان میسیونس واقع شده‌است.